# Lilla Melodifestivalen
Lilla Melodifestivalen (nel 2002 intitolata MGP Junior) era un festival musicale svedese, atto a selezionare gli artisti che avrebbero dovuto rappresentare la nazione all'interno di due song contest. Dal 2003 al 2005 i cantanti vincitori potevano partecipare al Junior Eurovision Song Contest (JESC); nel 2006 la Sveriges Television si ritirò dal festival, insieme a Danimarca e Norvegia, e passò al Melodi Grand Prix Nordic, una gara canora per giovani tra gli otto e i quindici anni. Nel 2010, la Svezia ritornò al Junior Eurovision, affinché il vincitore potesse poi gareggiare nel più ampio contesto dell'Eurovision europeo.
Nel 2015, il Lilla Melodifestivalen venne cancellato per favorire il nuovo song contest Supershowen.

## Edizioni
| Anno | Presentatore                        | Artisti vincitori      | Canzone vincitrice        |
| ---- | ----------------------------------- | ---------------------- | ------------------------- |
| 2002 | Josefine Sundström e Henry Chu      | Sofie Larsson          | Superduperkillen          |
| 2003 | Victoria Dyring                     | The Honeypies          | Stoppa mig!               |
| 2004 | Magnus Carlsson e Mela Tesfazion    | Limelights             | Varför jag?               |
| 2005 | Nanne Grönvall e Shan Atci          | M+                     | Gränslös kärlek           |
| 2006 | Anna Book e Kitty Jutbring          | Benjamin Wahlgren      | Hej, Sofia!               |
| 2007 | Josefine Sundström e Måns Zelmerlöw | Sk8                    | Min största första kärlek |
| 2008 | Nassim Al Fakir                     | Linn Eriksson          | En sång från hjärtat      |
| 2009 | Ola Lindholm                        | Ulrik Munther          | En vanlig dag             |
| 2012 | Molly Sandén e Kim Ohlsson          | Lova Sönnerbo          | Mitt mod                  |
| 2013 | Behrang Miri e Kim Ohlsson          | Elias Elffors Elfström | Det är dit vi ska         |
| 2014 | Kim Ohlsson                         | Julia Kedhammar        | Du är inte ensam          |